# Tommy Casanova
Thomas Henry Casanova III (Crowley, 29 luglio 1950) è un ex giocatore di football americano statunitense che ha militato nel ruolo di defensive back nella National Football League (NFL).

## Carriera
Casanova ebbe una carriera di successo al college con gli LSU Tigers, venendo premiato tre volte come All-American. Fu scelto nel corso del secondo giro del Draft NFL 1972 come 29º assoluto dai Cincinnati Bengals. Dopo il draft ricevette un'offerta dagli Ottawa Rough Riders della Canadian Football League che considerò ma alla fine rifiutò. Casanova giocò come safety con i Bengals e ritornò anche i punt. Nella sua stagione da rookie fece registrare 5 intercetti in difesa e ritornò un punt per 66 yard in touchdown. I suoi compagni di squadra lo nominarono miglior giocatore della stagione. Nel 1973 ebbe quattro intercetti, inclusi due contro i Pittsburgh Steelers nella settimana 7. Fece registrare un altro intercetto nei playoff, nella sconfitta dei Bengals 34–16 contro i Miami Dolphins.
Casanova fu convocato per il suo primo Pro Bowl dopo la stagione 1974. L'anno seguente fu spostato da free safety a strong safety. La sua stagione più produttiva fu quella del 1976: intercettò cinque passaggi, ritornandone due in touchdown ed ebbe un recupero di fumble ritornato anch'esso in touchdown. Fu così nuovamente convocato per il Pro Bowl e inserito nel First-team All-Pro dall'Associated Press. L'ultima selezione per il Pro Bowl fu nel 1977, ritirandosi a fine stagione. Chiuse la carriera con 17 intercetti.

## Palmarès
- Convocazioni al Pro Bowl: 3

1974, 1976, 1977
- First-team All-Pro: 1

1976
- Numero 37 ritirato dagli LSU Tigers
- College Football Hall of Fame